# Заплана (Логатець)
Заплана (словен. Zaplana) — поселення в общині Логатець, Осреднєсловенський регіон, Словенія. Висота над рівнем моря: 520,8 м.